# Sozialgericht Itzehoe

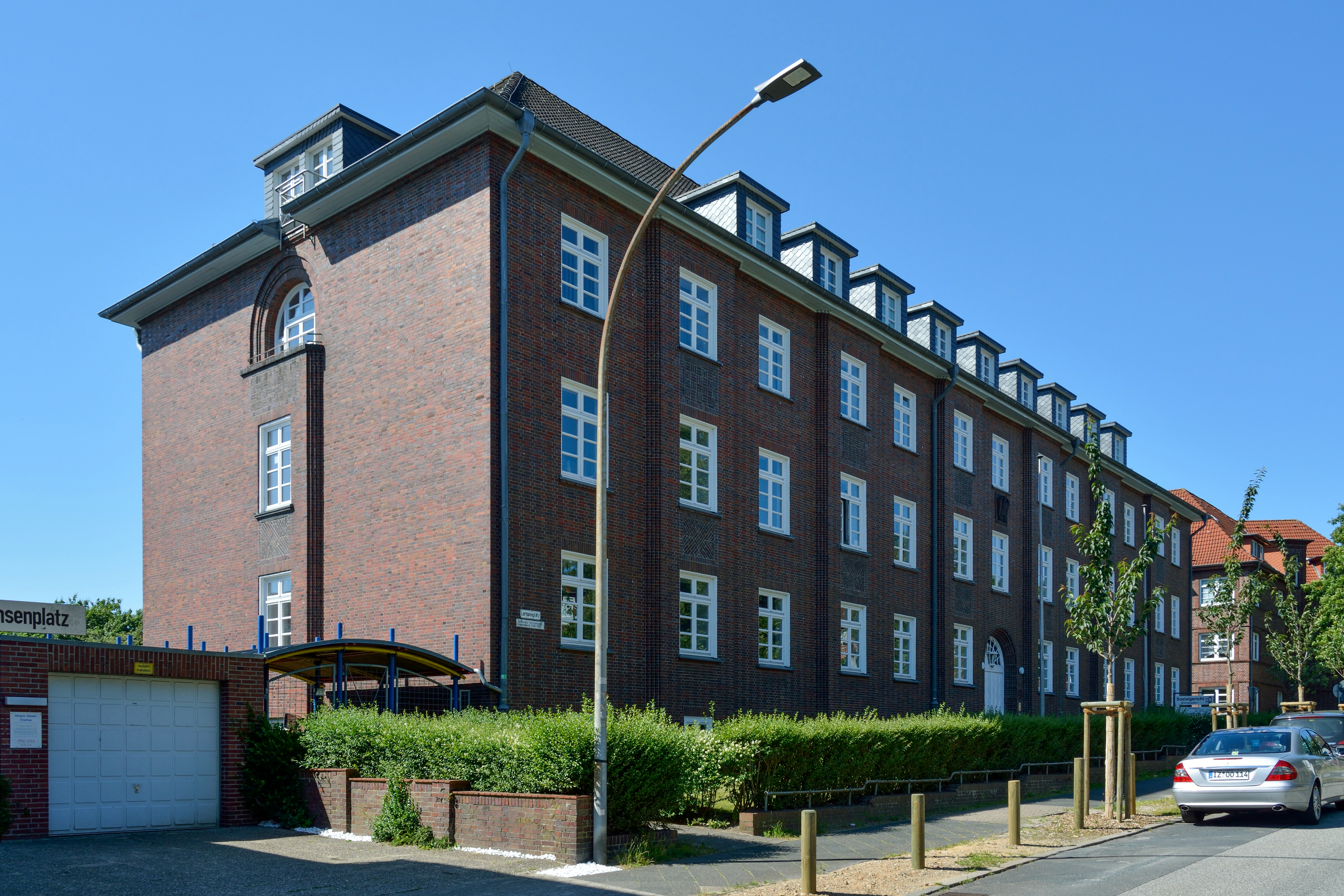
Sozialgericht Itzehoe am Lornsenplatz

Das Sozialgericht Itzehoe ist ein Gericht der Sozialgerichtsbarkeit. Es ist eines von vier Sozialgerichten in Schleswig-Holstein.

## Gerichtssitz und -bezirk
Das Gericht hat seinen Sitz in der Stadt Itzehoe.
Der Gerichtsbezirk umfasst die Kreise Dithmarschen, Pinneberg und Steinburg. Er hat eine Größe von etwa 3150 km2. In ihm leben ungefähr 576.000 Einwohner.
Schleswig-Holsteins Justizministerin Kerstin von der Decken plante im Herbst 2024, Teile der Fachgerichtsbarkeit an einem Ort zu konzentrieren. Alle Arbeits- und Sozialgerichte in der Fläche würden dazu geschlossen und an einem noch zu bestimmenden Standort zusammengezogen. Es gäbe bei den Gerichtsgebäuden einen erheblichen Sanierungsstau, zudem sei es schwierig, die Organisationseinheiten personell aufrechtzuerhalten.

## Gerichtsleitung
Direktorin des Sozialgerichts Itzehoe ist Victoria Todt.

## Gerichtsgebäude
Das Gerichtsgebäude befindet sich seit 2014 im Haus „Lornsenplatz 1“. Die vorherigen Räumlichkeiten in der Bergstraße 3 waren nach dem Anstieg der Verfahrenszahlen nicht mehr ausreichend.

## Übergeordnete Gerichte
Das dem SG Itzehoe übergeordnete Gericht ist das Schleswig-Holsteinische Landessozialgericht in Schleswig.